# Kaltenhouse
Kaltenhouse (en allemand Kaltenhausen et en alsacien Kàltehüse) est une commune française située dans la circonscription administrative du Bas-Rhin et, depuis le 1er janvier 2021, dans le territoire de la Collectivité européenne d'Alsace, en région Grand Est.
Cette commune se trouve dans la région historique et culturelle d'Alsace.

## Géographie

### Communes limitrophes
| Haguenau | Haguenau    |                      |
| Haguenau | Kaltenhouse | Oberhoffen-sur-Moder |
| Haguenau | Haguenau    | Bischwiller          |

### Hydrographie

#### Réseau hydrographique
La commune est dans le bassin versant du Rhin au sein du bassin Rhin-Meuse. Elle est drainée par la Moder, le ruisseau des Jesuites et le ruisseau l'Erlengraben,.
La Moder, d'une longueur de 82 km, prend sa source dans la commune de Zittersheim et se jette  dans le Rhin en rive gauche à Beinheim, après avoir traversé 29 communes. 

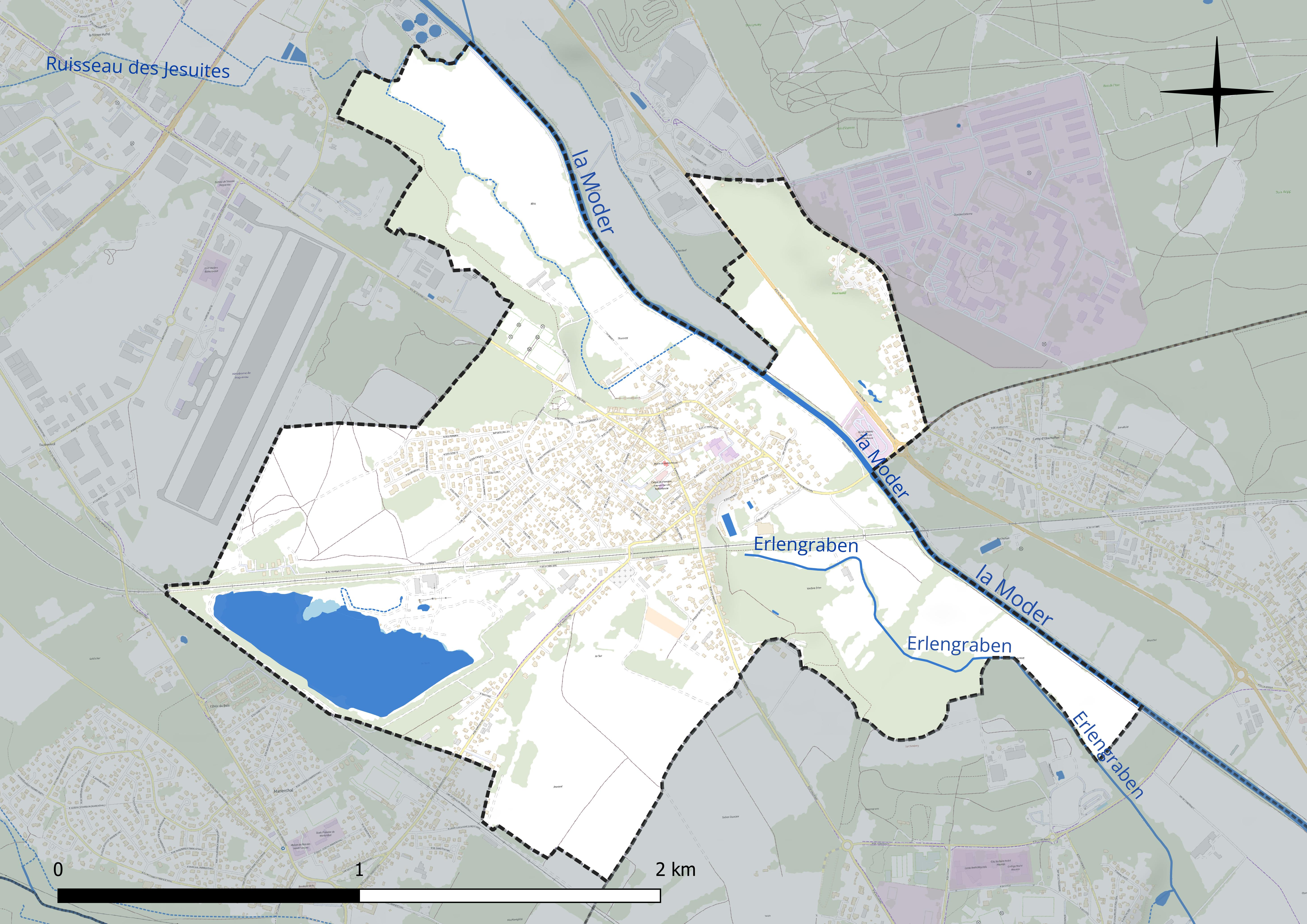
Réseau hydrographique de Kaltenhouse.

#### Gestion et qualité des eaux
Le territoire communal est couvert par le schéma d'aménagement et de gestion des eaux (SAGE) « Moder ». Ce document de planification concerne le bassin versant de la Moder dont le territoire s'étend sur 1 720 km2. Le périmètre a été arrêté le 25 janvier 2006. La commission locale de l'eau a été créée le 12 juillet 2007, puis modifiée le 14 décembre 2021. La structure porteuse de l'élaboration et de la mise en œuvre est le Syndicat des eaux et de l’assainissement Alsace-Moselle (SDEA). 
La qualité des cours d’eau peut être consultée sur un site dédié géré par les agences de l’eau et l’Agence française pour la biodiversité. 

### Climat
Pour des articles plus généraux, voir Climat du Grand Est et Climat du Bas-Rhin.
En 2010, le climat de la commune est de type climat des marges montargnardes, selon une étude du Centre national de la recherche scientifique s'appuyant sur une série de données couvrant la période 1971-2000. En 2020, Météo-France publie une typologie des climats de la France métropolitaine dans laquelle la commune est exposée à un climat semi-continental et est dans la région climatique  Alsace, caractérisée par une pluviométrie faible, particulièrement en automne et en hiver, un été chaud et bien ensoleillé, une humidité de l’air basse au printemps et en été, des vents faibles et des brouillards fréquents en automne (25 à 30 jours).
Pour la période 1971-2000, la température annuelle moyenne est de 10,7 °C, avec une amplitude thermique annuelle de 17,9 °C. Le cumul annuel moyen de précipitations est de 772 mm, avec 10,4 jours de précipitations en janvier et 10,3 jours en juillet. Pour la période 1991-2020, la température moyenne annuelle observée sur la station météorologique de Météo-France la plus proche, « Waltenheim-sur-zorn », sur la commune de Waltenheim-sur-Zorn à 16 km à vol d'oiseau, est de 11,3 °C et le cumul annuel moyen de précipitations est de 652,2 mm. 
La température maximale relevée sur cette station est de 38 °C, atteinte le 7 août 2015 ; la température minimale est de −14,9 °C, atteinte le 20 décembre 2009,,.
Les paramètres climatiques de la commune ont été estimés pour le milieu du siècle (2041-2070) selon différents scénarios d'émission de gaz à effet de serre à partir des nouvelles projections climatiques de référence DRIAS-2020. Ils sont consultables sur un site dédié publié par Météo-France en novembre 2022.

## Urbanisme

### Typologie
Au 1er janvier 2024, Kaltenhouse est catégorisée ceinture urbaine, selon la nouvelle grille communale de densité à sept niveaux définie par l'Insee en 2022.
Elle appartient à l'unité urbaine de Haguenau, une agglomération intra-départementale regroupant six  communes, dont elle est une commune de la banlieue,,. Par ailleurs la commune fait partie de l'aire d'attraction de Haguenau, dont elle est une commune de la couronne,. Cette aire, qui regroupe 34 communes, est catégorisée dans les aires de 50 000 à moins de 200 000 habitants,.

### Occupation des sols
L'occupation des sols de la commune, telle qu'elle ressort de la base de données européenne d’occupation biophysique des sols Corine Land Cover (CLC), est marquée par l'importance des territoires agricoles (44,3 % en 2018), en diminution par rapport à 1990 (50,3 %). La répartition détaillée en 2018 est la suivante : 
terres arables (38,5 %), zones urbanisées (23,9 %), forêts (19,4 %), eaux continentales (10,9 %), zones agricoles hétérogènes (5,9 %), zones industrielles ou commerciales et réseaux de communication (1,3 %), espaces verts artificialisés, non agricoles (0,2 %). L'évolution de l’occupation des sols de la commune et de ses infrastructures peut être observée sur les différentes représentations cartographiques du territoire : la carte de Cassini (XVIIIe siècle), la carte d'état-major (1820-1866) et les cartes ou photos aériennes de l'IGN pour la période actuelle (1950 à aujourd'hui).

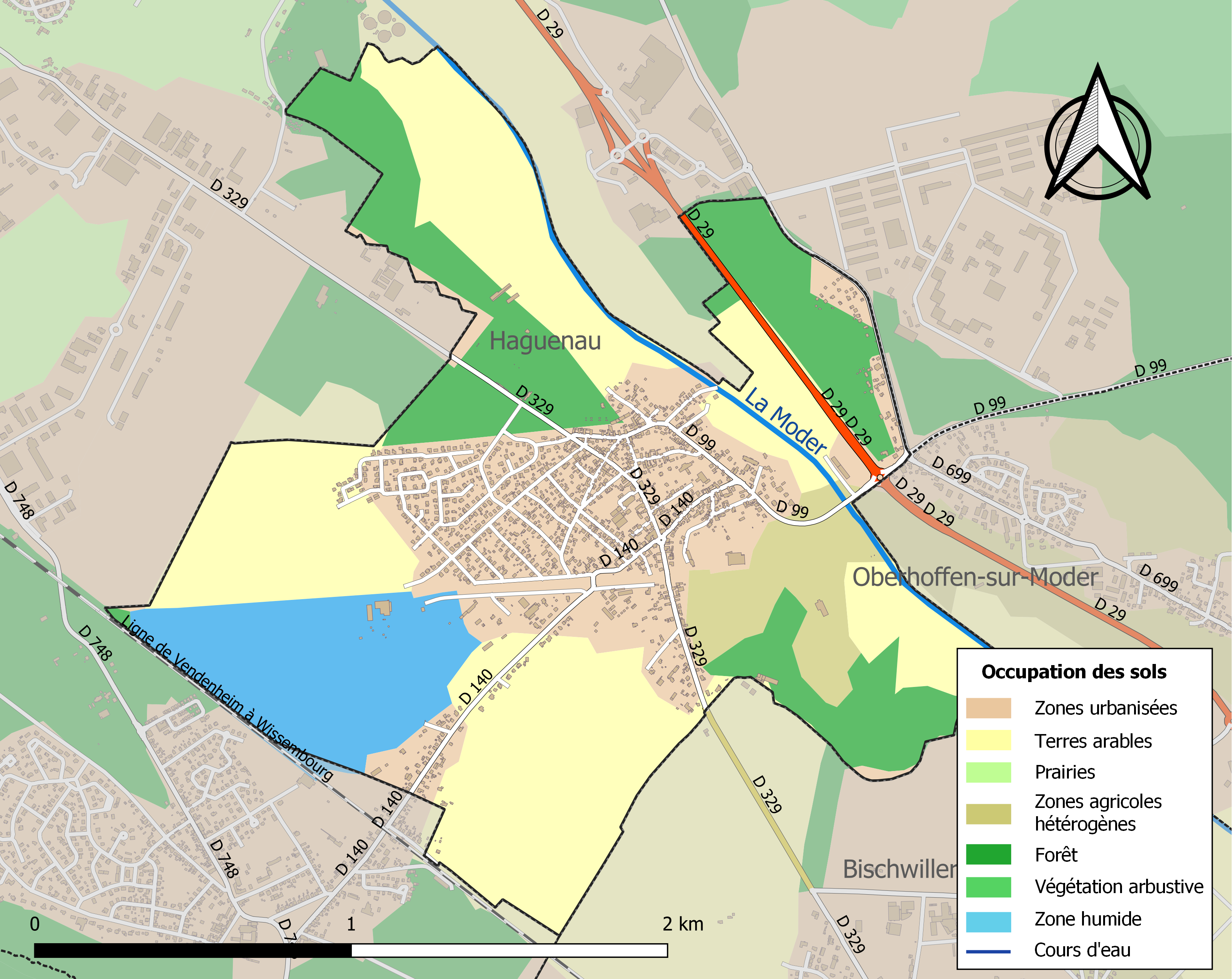
Carte des infrastructures et de l'occupation des sols de la commune en 2018 (CLC).

## Toponymie
- La commune apparaît pour la première fois en 1393 sous le nom de Kaltenhüsen, dans un obituaire de la paroisse Saint-Georges de Haguenau, qui mentionne le nom du donateur "Klorenhans von Kaltenhüsen". Dans un autre obituaire, non daté mais peut-être plus ancien, apparaissent huit autres donateurs originaires de "Caltehuse"[18]. Le nom du village signifierait littéralement "maisons froides", de l'allemand Kalt (froid) et Haus (maison). En effet, le village primitif, à flanc de colline, était très exposé aux aléas climatiques. Une lettre de l'évêque de Strasbourg Robert, datée du 8 mars 1443, confirme en effet que les fermiers de Kaltenhouse, qui devait jusque dans la première moitié du XVe siècle se rendre à Haguenau pour assister à l'office dominical et recevoir les sacrements, étaient régulièrement contrariés dans leurs dévotions par des tempêtes de neige ou des pluies intenses. Une autre hypothèse suggère que Kalten serait une dérivation de Kelten, l'allemand pour "Celtes". Il est effectivement établi que la localité se trouve à proximité d'une ancienne voie celte[19]. Il est à noter que l'orthographe "Kaltenhouse" est récente, puisqu'elle résulte d'une décision du ministère de l'intérieur, en 1920, dans le cadre de la politique de francisation générale de l'Alsace, qui s'accompagna souvent de modifications de noms de localités jugés trop allemands[20].
- Kaltenhüsen, Caltehuse (1393), Kaltenhausen (1793, 1801), Kaltenhouse (1920).

## Histoire
Le site de la commune aurait d'abord été occupé par des Celtes, avant de se trouver sur la voie romaine reliant Brumath à Seltz.
Kaltenhouse aurait été fondée entre la fin du XIIIe et le début du XIVe siècle. En 1405, des droits sur la commune furent accordés à Ludwig IV von Lichtenberg (de), comte de Hanau-Lichtenberg, par l'empereur du Saint-Empire romain germanique, Robert Ier.
Une première église fut érigée dans le village en 1443 qui fut placée sous l'invocation de saint Wendelain la même année. Un prêtre sous l'autorité de l'Église Saint-Georges de Haguenau fut nommé par l'évêque de Strasbourg.
En avril 1525, lors de la guerre des Paysans allemands, les fermiers du village se révoltèrent et une agitation constante régnait à Kaltenhouse.
Nous apprenons que Kaltenhouse était régulièrement en guerre avec le village voisin d'Oberhoffen-sur-Moder. C'est ainsi que le 15 août 1592, un contrat fut signé pour la construction d'un fossé entre les deux villages.
Le 12 août 1751, l'église Saint-Wendelain fut élevée au rang de paroisse, par l'évêque de Strasbourg, François de Rohan-Soubise.
En 1872, la construction de l'actuelle église Saint-Wendelain débuta.
En 1939 et 1940, Kaltenhouse a servi de lieu de cantonnement aux soldats de la ligne Maginot, avant de servir de base à l'armée allemande. Kaltenhouse fut libérée par l'armée américaine le 10 décembre 1944, puis le village fut évacué.

## Politique et administration

### Liste des maires
| Période                                  | Période               | Identité                  | Étiquette | Qualité                                                                              |
| ---------------------------------------- | --------------------- | ------------------------- | --------- | ------------------------------------------------------------------------------------ |
| Les données manquantes sont à compléter. |                       |                           |           |                                                                                      |
| 1853                                     | 1862                  | Paul Mirschler            |           |                                                                                      |
| 1862                                     | 1874                  | Joseph Klipfel            |           |                                                                                      |
| 1874                                     | 1878                  | Joseph Meyer              |           |                                                                                      |
| 1878                                     | 1907                  | Antoine Dirheimer         |           |                                                                                      |
| 1907                                     | 1918                  | Philippe Kraemer          |           |                                                                                      |
| 1918                                     | 1945                  | Émile Kraemer             |           |                                                                                      |
| 1945                                     | mars 1971             | Émile Fleck               |           |                                                                                      |
| mars 1971                                | décembre 1984 (décès) | Robert Cotté              |           |                                                                                      |
| 1985                                     | mars 1989             | René Rick                 |           | Ancien adjoint au maire                                                              |
| mars 1989                                | mars 2008             | Charles Clody (1932-2024) |           | Maire honoraire                                                                      |
| mars 2008                                | mai 2020              | Étienne Vollmar           | DVD       | Retraité de l'Éducation nationale Vice-président de la CC de Bischwiller et environs |
| mai 2020                                 | En cours              | Isabelle Wenger-Baehl     |           | Ancienne adjointe au maire 11e vice-présidente de la CA de Haguenau (2020 → )        |

## Population et société

### Démographie
L'évolution du nombre d'habitants est connue à travers les recensements de la population effectués dans la commune depuis 1793. Pour les communes de moins de 10 000 habitants, une enquête de recensement portant sur toute la population est réalisée tous les cinq ans, les populations de référence des années intermédiaires étant quant à elles estimées par interpolation ou extrapolation. Pour la commune, le premier recensement exhaustif entrant dans le cadre du nouveau dispositif a été réalisé en 2008.

En 2022, la commune comptait 2 443 habitants, en évolution de +9,45 % par rapport à 2016 (Bas-Rhin : +3,17 %, France hors Mayotte : +2,11 %).
| 1793 | 1800 | 1806 | 1821 | 1831 | 1836 | 1841 | 1846 | 1851 |
| ---- | ---- | ---- | ---- | ---- | ---- | ---- | ---- | ---- |
| 482  | 306  | 511  | 706  | 770  | 873  | 883  | 921  | 999  |

| 1856 | 1861  | 1866  | 1871  | 1875  | 1880  | 1885  | 1890  | 1895  |
| ---- | ----- | ----- | ----- | ----- | ----- | ----- | ----- | ----- |
| 987  | 1 050 | 1 230 | 1 156 | 1 042 | 1 086 | 1 112 | 1 015 | 1 138 |

| 1900  | 1905  | 1910  | 1921  | 1926  | 1931  | 1936  | 1946 | 1954  |
| ----- | ----- | ----- | ----- | ----- | ----- | ----- | ---- | ----- |
| 1 115 | 1 114 | 1 073 | 1 017 | 1 047 | 1 026 | 1 048 | 872  | 1 066 |

| 1962  | 1968  | 1975  | 1982  | 1990  | 1999  | 2006  | 2008  | 2013  |
| ----- | ----- | ----- | ----- | ----- | ----- | ----- | ----- | ----- |
| 1 396 | 1 567 | 1 608 | 1 640 | 1 695 | 1 897 | 2 106 | 2 179 | 2 220 |

| 2018  | 2022  | - | - | - | - | - | - | - |
| ----- | ----- | - | - | - | - | - | - | - |
| 2 435 | 2 443 | - | - | - | - | - | - | - |

## Culture locale et patrimoine

### Lieux et monuments
- Église Saint-Wendelin.

- Nombreuses maisons à colombages.

### Galerie

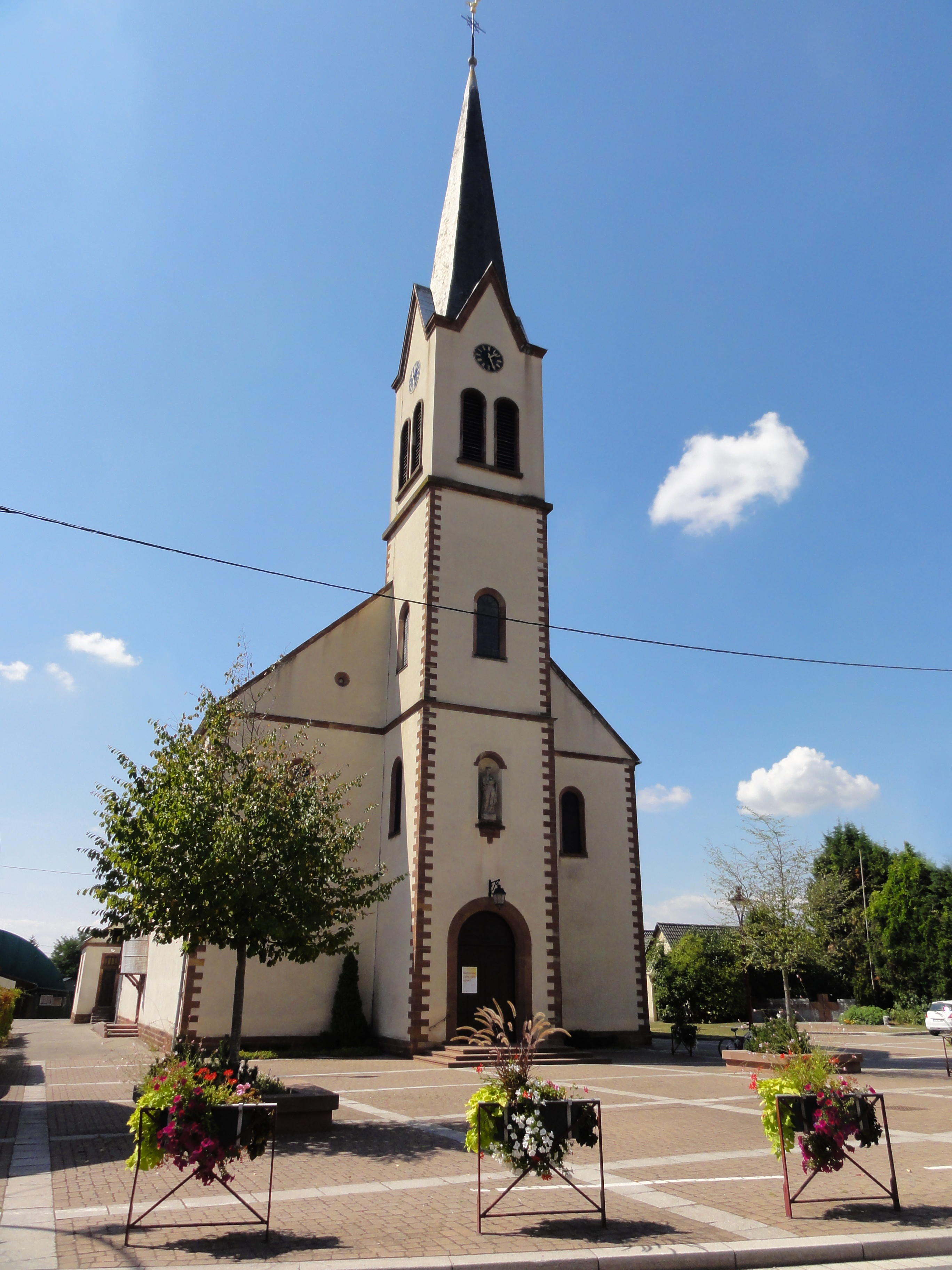
Église Saint-Wendelin.
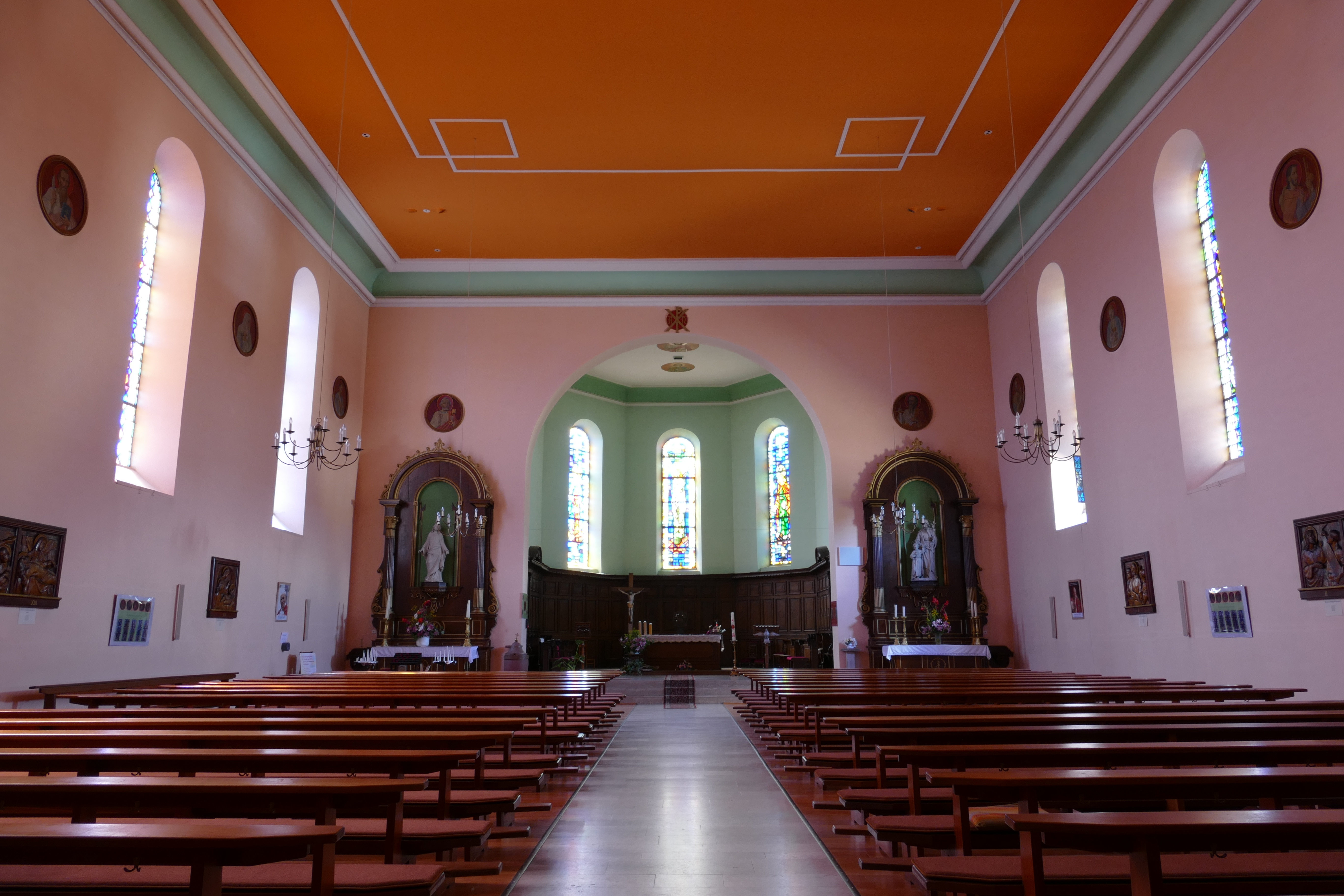
Vue intérieure de la nef vers le chœur.
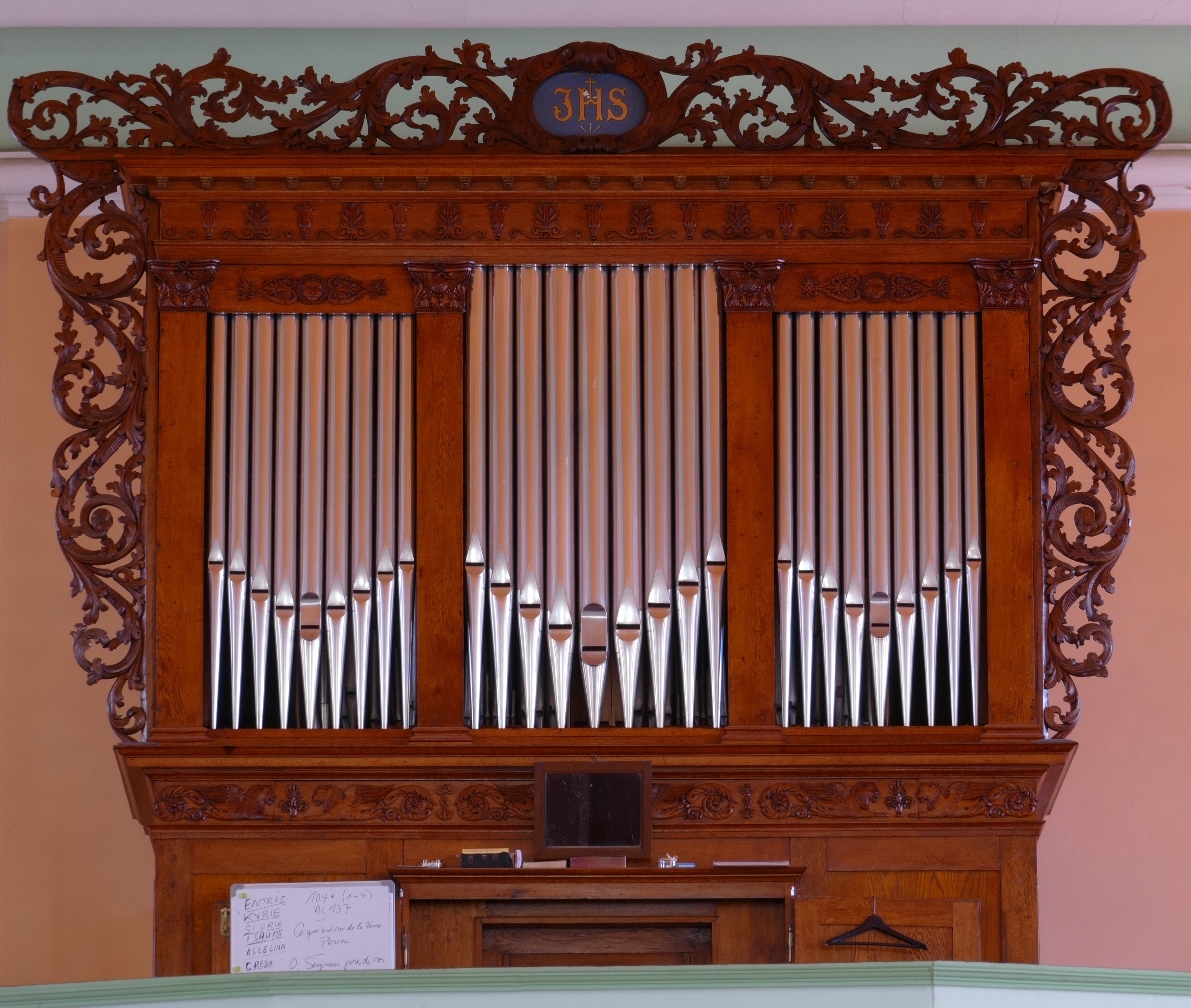
Orgue de tribune Stiehr (1838).
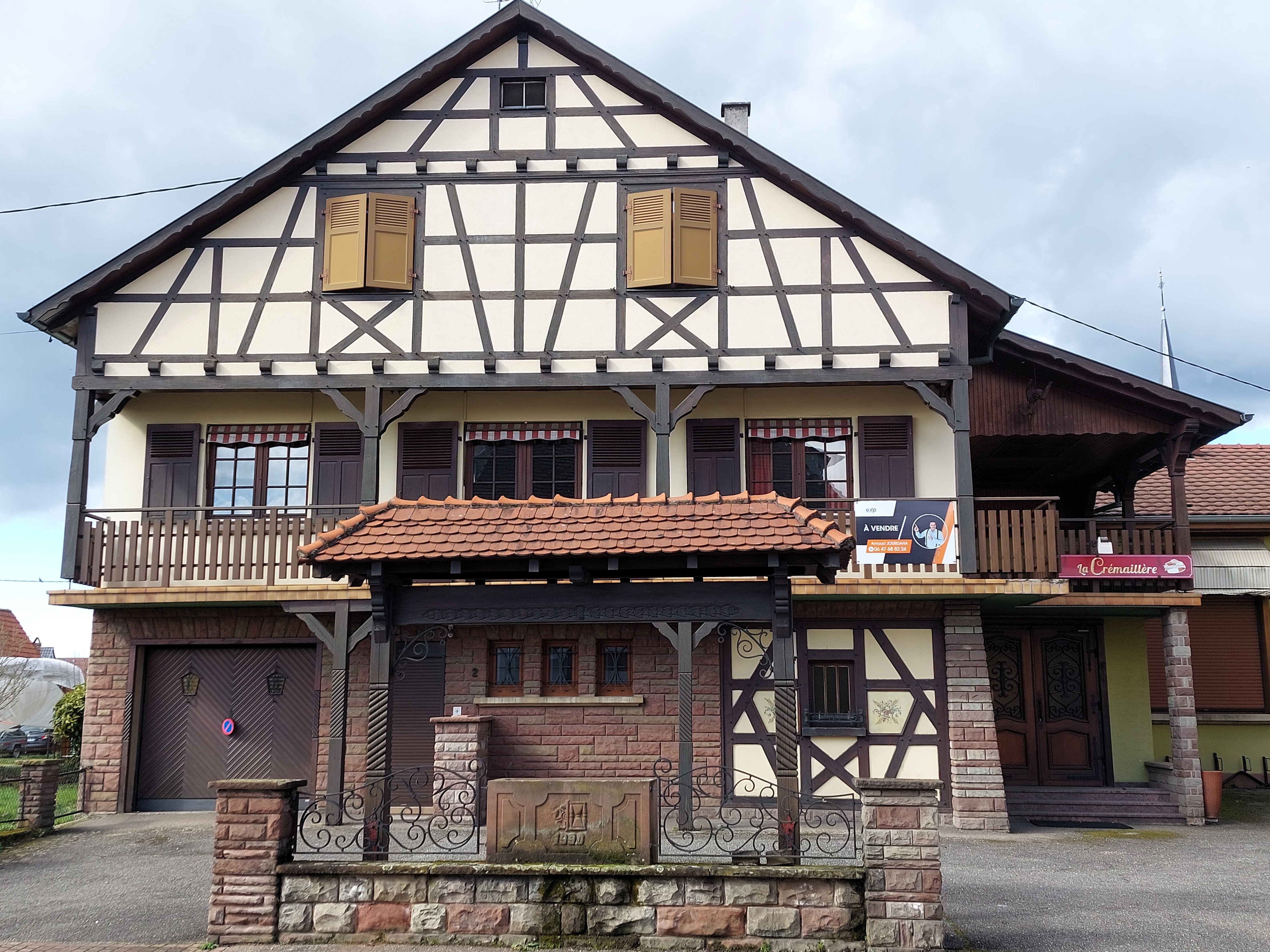
Maison à pans de bois.

### Héraldique
| Blason de Kaltenhouse | Blason  | Mi-parti : au premier d'azur à la rose d'argent, boutonnée de gueules, au second d'argent plain. |
| Blason de Kaltenhouse | Détails |                                                                                                  |